# Confederatie van de VIII kantons
De Confederatie van de VIII kantons was de tweede fase in het ontstaan van het Oude Eedgenootschap en vervolgens van Zwitserland, waarbij tussen 1332 en 1481 acht kantons verenigd waren in het Oude Eedgenootschap. De vorige fase was de Confederatie van de III kantons en de volgende fase was de Confederatie van de XIII kantons.
Vanaf de ondertekening van de Bondsbrief van 1315 tussen de kantons Uri, Schwyz en Unterwalden, die de Confederatie van de III kantons vormden, ontstond over een tijdspanne van vier jaar een netwerk van defensieve allianties tussen acht kantons. Het kanton Luzern sloot aan in 1332 en het kanton Zürich in 1351. De kantons Zug en Glarus sloten zich aan bij de confederatie in 1352, zij het dat dat laatste kanton aanvankelijk geen gelijkwaardig statuut had dan de andere kantons. Drie weken na de aansluiting diende de geconfedereerden deze gebieden reeds terug over te dragen aan de Habsburgers. Zug zou opnieuw aansluiten in 1365 en Glarus in 1388. In 1353 trad ook het kanton Bern toe, om zo een eventuele opeising van het Berner Oberland door het kanton Unterwalden.
In 1370 sloten de kantons de Pfaffenbrief af. Deze tekst vermeldde voor het eerst de term "geconfedereerden" en verklaarde dat alle burgers van de Confederatie gelijk waren voor de wet.
Na deze uitbreiding van het Oude Eedgenootschap kende die Confederatie enkele conflicten. De Gugleroorlog van 1375, die woedde in het noordwesten van het land, of het conflict tussen de graaf van Kyburg en de stad Solothurn in 1382, waarbij het kanton Bern eveneens betrokken geraakte, maar daarbij kon rekenen op de steun van de andere geconfedereerde kantons. Vervolgens waren er veldslagen tussen de Zwitsers en de Habsburgers, zoals de Slag bij Sempach op 9 juli 1386 en de Slag bij Näfels op 9 april 1388, die beide werden gewonnen door de geconfedereerden. De Habsburgers werden hierdoor genoodzaakt om de onafhankelijkheid te erkennen van de verschillende geconfedereerde entiteiten die het Oude Eedgenootschap vormden.
Nadat de conflicten met de Habsburgers opnieuw gingen rusten, bereidde het Oude Eedgenootschap zich gedurende de 15de eeuw verder uit. Enerzijds gebeurde dit via financiële middelen, door gebieden te kopen of ze te verwerven onder last van een hypotheek. Anderzijds waren er gebiedsuitbreidingen door militaire invasies en annexaties of door diplomatieke onderhandelingen. Deze gebiedsuitbreidingen gingen echter gepaard met interne twisten. Zo was er bijvoorbeeld een conflict tussen de kantons Schwyz en Zürich over het district Toggenburg en de vraag aan wie dit gebied toekwam. Dit geschil zou uiteindelijk leiden tot de Oude Zürichoorlog in 1440.
In 1475 vielen de kantons Bern en Solothurn en het latere kanton Fribourg het latere kanton Vaud binnen, dat toen nog deel uitmaakte van het hertogdom Bourgondië, wat het begin zou inluiden van de Bourgondische Oorlogen. Het Oude Eedgenootschap zou vervolgens Bourgondië verslaan in de Slag bij Grandson (2 maart 1476), de Slag bij Murten (22 juni 1476) en de Slag bij Nancy, waar de Bourgondische hertog Karel de Stoute zou sneuvelen. Deze overwinningen brachten aan de Zwitserse troepen een reputatie toe, wat leidde tot meer verdragen die de onafhankelijkheid van het Oude Eedgenootschap erkenden.